# Dębiny (powiat toruński)
Dębiny – wieś w Polsce położona w województwie kujawsko-pomorskim, w powiecie toruńskim, w gminie Łubianka.
W latach 1975–1998 miejscowość należała administracyjnie do województwa toruńskiego. Według Narodowego Spisu Powszechnego (III 2011 r.) liczyła 255 mieszkańców. Jest dziesiątą co do wielkości miejscowością gminy Łubianka. We wsi znajduje się, zniekształcony późniejszymi przebudowami, dwór z połowy XIX wieku.